# بولين إتيان
بولين إتيان (بالفرنسية: Pauline Étienne)‏ هي ممثلة بلجيكية، ولدت في 26 يونيو 1989 في إيكسل في بلجيكا. من الجوائز التي نالتها Magritte Award for Best Actress ‏.

## جوائز وترشيحات
جوائز
- Magritte Award for Best Actress [الإنجليزية]‏
- Lumière Award for Best Female Revelation [الإنجليزية]‏
- Magritte Award for Most Promising Actress [الإنجليزية]‏

ترشيحات
- Magritte Award for Best Actress [الإنجليزية]‏ (2015)

## وصلات خارجية
- بولين إتيان على موقع IMDb (الإنجليزية)
- بولين إتيان على موقع قاعدة بيانات الأفلام العربية
- بولين إتيان على موقع ألو سيني (الفرنسية)
- بولين إتيان على موقع أول موفي (الإنجليزية)
- بولين إتيان على موقع قاعدة بيانات الفيلم (الإنجليزية)
- بولين إتيان على موقع كينوبويسك (الروسية)